# Lijst van voetbalclubs - X
Dit is een lijst van voetbalclubs met als beginletter een X.
- Xanthi FC
- SC Xaverov Horní Počernice
- Xelajú Mario Camposeco
- Xerez CD
- FK Xəzər Lənkəran

A · B · C · D · E · F · G · H · I · J · K · L · M · N · O · P · Q · R · S · T · U · V · W · X · Y · Z